# Maschane simplex
Maschane simplex är en fjärilsart som beskrevs av Walker 1863. Maschane simplex ingår i släktet Maschane och familjen tandspinnare. Inga underarter finns listade i Catalogue of Life.